# Mycetina idahoensis
Mycetina idahoensis är en skalbaggsart som beskrevs av Henry Clinton Fall 1907. Mycetina idahoensis ingår i släktet Mycetina och familjen svampbaggar. Inga underarter finns listade i Catalogue of Life.